# 제61회 미국 감독 조합상
제61회 미국 감독 조합상은 2008년 뛰어난 활동을 보인 영화 감독을 기리기 위해 2009년 1월에 열린 시상식이다.

## 수상 및 후보

### 감독상(영화부문)
- 슬럼독 밀리어네어 - 대니 보일 수상
- America's Next Top Model - '1002' - 토니 크롤 수상

### 감독상(TV영화부문)
- 리카운트 - 제이 로치 수상

### 감독상(심야드라마시리즈)
- 와이어 - 다니엘 아티아스 수상

### 감독상(주간드라마시리즈)
- One Life to Live - Episode #10,281, 'So You Think You Can Be Shane Morasco's Father?' - 래리 카펜터 수상

### 감독상(코미디시리즈)
- The Office - 'Dinner Party' - 폴 페이그 수상

### 감독상(리얼리티쇼)
- Opening Ceremony Beijing 2008 Olympic Summer Games - 버키 건츠 수상

### 감독상(어린이프로그램)
- Classical Baby (I'm Grown Up Now) 'The Poetry Show' - 아미 샤츠 수상

### 감독상(다큐멘터리부문)
- 바시르와 왈츠를 - 아리 폴만 수상

### 감독상(광고부문)
- Production Company: Gorgeous Enterprises - 피터 트웨이트스 수상

### 명예상
- 로저 에버트 수상

### 로버트 B. 알드리치 상
- William M. Brady 수상

### 프랑크 카프라 상
- 킴 쿠루마다 수상

### 프랭크린 J. 샤프너 상
- Scott Berger 수상